# 侯家庄站
侯家庄站位于甘肃省永登县，建于1989年。是兰新铁路的一个车站，距离兰州站117公里。距上行车站永登站6公里，距下行车站中堡站6公里。该站隶属于兰州铁路局。

## 业务范围
- 客运：办理旅客乘降；不办理行李、包裹托运；
- 货运：不办理货运营业